# Eacles fairchildi
Eacles fairchildi är en fjärilsart som beskrevs av May och José Oiticica 1941. Eacles fairchildi ingår i släktet Eacles och familjen påfågelsspinnare. Inga underarter finns listade i Catalogue of Life.